# Detrás de mi ventana
"Detrás de mi ventana" es una canción de pop latino de la artista mexicana Yuri de su álbum de estudio Nueva Era (1993). El tema fue escrito por el cantautor guatemalteco Ricardo Arjona . Fue lanzado como sencillo principal en América Latina y Estados Unidos, alcanzando la cima de la lista de canciones latinas Billboard, convirtiéndose en la tercera canción número uno en la lista para el cantante y la primera para Arjona como compositor.
La canción ha sido ampliamente versionada por varios intérpretes, incluida una versión merengue de la puertorriqueña estadounidense Melina León en 2001, y una versión banda de la cantante estadounidense Jenni Rivera en su álbum Joyas Prestadas, que se convirtió en uno de los veinte primeros en las listas latinas de Estados Unidos. Estados Unidos y recibió el Premio Lo Nuestro a la Canción Pop del Año .

## Antecedentes
El cantautor guatemalteco Ricardo Arjona recibió una propuesta para unirse a Sony Music en 1991,  y antes del lanzamiento de su primer álbum de estudio con el sello, Del Otro Lado del Sol, Arjona escribió varias canciones para ser grabadas por otros artistas, como como los intérpretes de la banda sonora de la telenovela mexicana Alcanzar una estrella : "La Mujer Que No Soñé" de Eduardo Capetillo y el tema principal cantado por Mariana Garza . A Arjona le pidieron que escribiera una canción para la cantante mexicana Yuri para incluirla en su nuevo álbum, producido por Alex Zepeda, y Arjona presentó "Detrás de Mi Ventana", una canción sobre una relación amorosa fallida entre un ama de casa aburrida y un marido ausente.  que más tarde fue denominada "balada fascinante" por John Lannert de la revista Billboard . 

## Rendimiento del gráfico
La pista debutó en la lista Billboard Latin Songs (anteriormente Hot Latin Tracks) en el puesto 32 en la semana del 4 de diciembre de 1993, subiendo al top diez tres semanas después.   La canción alcanzó el puesto número uno el 29 de enero de 1994, reemplazando a "Cerca de Ti" de la banda estadounidense Barrio Boyzz y siendo  por " Luna " de la cantautora mexicana Ana Gabriel, tres semanas después.  "Detrás de Mi Ventana" fue el primer sencillo número uno de Yuri en la lista desde " Hombres al Borde de un Ataque de Celos " en 1989.  La canción terminó 1994 como el noveno sencillo latino con mejor desempeño del año en los Estados Unidos.  Ricardo Arjona obtuvo el premio de la Sociedad Estadounidense de Compositores, Autores y Editores de Canción Pop/Contemporánea en 1995 por "Detrás de Mi Ventana".  En noviembre de 1999, la canción fue etiquetada como una de las "pistas más candentes" de Sony Discos en una lista que incluía los lanzamientos más exitosos del sello desde el lanzamiento de la lista Billboard Hot Latin Tracks en 1986 

### Listas
| Chart (1994)               | Mejor posición |
| -------------------------- | -------------- |
| US Latin Songs (Billboard) | 1              |

| Lista (1994)               | Mejor posición |
| -------------------------- | -------------- |
| US Latin Songs (Billboard) | 9              |

## Versiones
En 1997, Yuri grabó una versión mariachi del tema para su disco Más Fuerte que la Vida .  La cantante puertorriqueña estadounidense Melina León grabó una versión merengue de la canción para su álbum Corazón de Mujer, producido por Omar Alfanno en 2001. Según Manuel Vega, del diario panameño La Prensa, al escuchar el tema "nunca adivinarías que fue escrito para otro género musical".  La cantante mexicana Yuridia lanzó en 2005 La Voz de un Ángel, un álbum que incluía una selección de temas interpretados por ella en el reality show de competencia de talentos La Academia ;  el álbum incluía su versión de "Detrás de Mi Ventana".  La canción fue incluida posteriormente en el musical Mentiras ( Mentiras ) en 2009, junto con varias canciones populares de la década de los 80 en México interpretadas originalmente por María Conchita Alonso, Oscar Athié, Dulce, Lupita D'Alessio, Emmanuel, Franco, Marisela, Mijares, Prisma y Daniela Romo . 
En 2015, la empresa de refrescos Pepsi lanzó un comercial inspirado en la canción pero que relataba el aburrimiento de un oficinista por su vida diaria, con la letra cambiada para que encajara con su drama cotidiano. Luego la música se detiene cuando alguien le ofrece una lata de refresco de la empresa. 

### Versión de Jenni Rivera
La cantante mexicano-estadounidense Jenni Rivera lanzó en 2011 Joyas Prestadas, un álbum doble que consta de una colección de once temas interpretados originalmente por otros cantantes, quienes los hicieron notables allá por su lanzamiento original. Rivera grabó estas canciones en dos versiones: pop y banda.  Según ella, las canciones que eligió fueron grabaciones que escuchó mientras trabajaba como cajera en una tienda de discos.  Los álbumes fueron producidos por Enrique Martínez y grabados en el Twin Recording Studio en Burbank, California.   "Detrás de Mi Ventana" fue elegido como el tercer y último sencillo lanzado del álbum el 3 de julio de 2012.  La canción alcanzó el puesto dieciséis en la lista Billboard Hot Latin Songs y el número seis en la lista Regional Mexican Songs, respectivamente.  Esta versión obtuvo el Premio Lo Nuestro a la Canción Pop del Año en la 26ª edición de los Premios Lo Nuestro en 2014. 

#### Listas
| Lista (2012)                            | Mejor posición |
| --------------------------------------- | -------------- |
| US Regional Mexican Songs ( Billboard ) | 6              |

| Lista (2013)                   | Mejor posición |
| ------------------------------ | -------------- |
| US Hot Latin Songs (Billboard) | 12             |
| US Latin Airplay (Billboard)   | 9              |